# Associazione Calcio Udinese 1977-1978
Questa voce raccoglie le informazioni riguardanti l'Associazione Calcio Udinese nelle competizioni ufficiali della stagione 1977-1978.

## Stagione
La stagione 1977-1978 si rivelò una delle più ricche di successi per l'Udinese, che centrò uno storico treble minore.
Dopo avere vinto il girone A del campionato di Serie C, con 58 punti in classifica, otto di vantaggio sulla seconda classificata lo Juniorcasale, ed avere così ottenuto dopo quattordici anni la promozione in Serie B, la squadra friulana dapprima trionfò nella Coppa Italia Semiprofessionisti, dopo un lungo percorso di tredici incontri, ha superato in finale la Reggina sul suo campo.
Il terzo successo stagionale è stata la sua prima affermazione internazionale, nella Coppa Anglo-Italiana, avendo avuto la meglio nell'atto conclusivo del torneo sugli inglesi del Bath City. Mai prima di allora i bianconeri avevano chiuso una stagione con tre trofei in bacheca, e mai più accadde negli anni a venire.

## Rosa
| N. |                   | Ruolo | Calciatore            |
| -- | ----------------- | ----- | --------------------- |
|    | Italia (bandiera) | P     | Carlo Della Corna     |
|    | Italia (bandiera) | P     | Franco Paleari        |
|    | Italia (bandiera) | D     | Franco Bonora         |
|    | Italia (bandiera) | D     | Pasquale Fanesi       |
|    | Italia (bandiera) | D     | Valentino Leonarduzzi |
|    | Italia (bandiera) | D     | Marino Apostoli       |
|    | Italia (bandiera) | D     | Mariano Riva          |
|    | Italia (bandiera) | D     | Carlo Osti            |
|    | Italia (bandiera) | D     | Mauro Soro            |

| N. |                   | Ruolo | Calciatore         |
| -- | ----------------- | ----- | ------------------ |
|    | Italia (bandiera) | C     | Claudio Bencina    |
|    | Italia (bandiera) | C     | Alberto Canduzzi   |
|    | Italia (bandiera) | C     | Francesco Giuriati |
|    | Italia (bandiera) | C     | Marino Palese      |
|    | Italia (bandiera) | A     | Carlo De Bernardi  |
|    | Italia (bandiera) | A     | Claudio Pellegrini |
|    | Italia (bandiera) | A     | Elio Gustinetti    |
|    | Italia (bandiera) | A     | Nerio Ulivieri     |
|    | Italia (bandiera) | A     | Francesco Boito    |

## Risultati

### Serie C

#### Girone di andata
| Arbitro: | Patrussi (Arezzo) |

|  |           |                   |
|  | Marcatori | 80’ (aut.) Facchi |

| Udine 18 settembre 1977 2ª giornata | Udinese           | 0 – 0 | Pergocrema | Stadio Friuli (6000 spett.)\| Arbitro: \| Pirandola (Lecce) \| |
| Arbitro:                            | Pirandola (Lecce) |       |            |                                                                |

| Arbitro: | Foschi (Forlì) |

|                    |           |                           |
| Ballarin 6’ (rig.) | Marcatori | 47’ Gustinetti 52’ Palese |

| Arbitro: | Faccenda (Salerno) |

|                                                                          |           |                 |
| Seveso 29’ (aut.) Bencina 36’ (rig.) De Bernardi 43’ Pellegrini 49’, 50’ | Marcatori | 70’ (aut.) Riva |

| Arbitro: | Castaldi (Vasto) |

|  |           |                                |
|  | Marcatori | 26’ De Bernardi 56’ Pellegrini |

| Arbitro: | Morganti (Ascoli Piceno) |

|             |           |         |
| Bencina 47’ | Marcatori | 9’ Fava |

| Trieste 23 ottobre 1977 7ª giornata | Triestina          | 0 – 0 | Udinese | Stadio Giuseppe Grezar (20000 spett.)\| Arbitro: \| Lanzetti (Viterbo) \| |
| Arbitro:                            | Lanzetti (Viterbo) |       |         |                                                                           |

| Udine 30 ottobre 1977 8ª giornata | Udinese          | 0 – 0 | Piacenza | Stadio Friuli (15000 spett.)\| Arbitro: \| D'Elia (Salerno) \| |
| Arbitro:                          | D'Elia (Salerno) |       |          |                                                                |

| Arbitro: | Lanzafame (Taranto) |

|                     |           |  |
| De Petri 77’ (aut.) | Marcatori |  |

| Bolzano 13 novembre 1977 10ª giornata | Bolzano             | 0 – 0 | Udinese | Stadio Druso (8000 spett.)\| Arbitro: \| Panzino (Catanzaro) \| |
| Arbitro:                              | Panzino (Catanzaro) |       |         |                                                                 |

| Arbitro: | Ballerini (La Spezia) |

|                              |           |  |
| De Bernardi 76’ Ulivieri 78’ | Marcatori |  |

| Arbitro: | Paparesta (Bari) |

|              |           |              |
| Cassardo 28’ | Marcatori | 46’ Ulivieri |

| Arbitro: | Lanese (Messina) |

|              |           |             |
| Ulivieri 45’ | Marcatori | 49’ Marella |

| Arbitro: | Castaldi (Vasto) |

|  |           |              |
|  | Marcatori | 10’ ulivieri |

| Udine 18 dicembre 1977 15ª giornata | Udinese        | 0 – 0 | Novara | Stadio Friuli (10000 spett.)\| Arbitro: \| Tani (Livorno) \| |
| Arbitro:                            | Tani (Livorno) |       |        |                                                              |

| Arbitro: | Materassi (Firenze) |

|              |           |              |
| Pellerei 36’ | Marcatori | 30’ Ulivieri |

| Arbitro: | Patrussi (Arezzo) |

|  |           |                     |
|  | Marcatori | 58’, 64’ Pellegrini |

| Udine 15 gennaio 1978 18ª giornata | Udinese        | 0 – 0 | Sant'Angelo | Stadio Friuli (5000 spett.)\| Arbitro: \| Foschi (Forlì) \| |
| Arbitro:                           | Foschi (Forlì) |       |             |                                                             |

| Alessandria 22 gennaio 1978 19ª giornata | Alessandria           | 0 – 0 | Udinese | Stadio Giuseppe Moccagatta (5000 spett.)\| Arbitro: \| Ballerini (La Spezia) \| |
| Arbitro:                                 | Ballerini (La Spezia) |       |         |                                                                                 |

#### Girone di ritorno
| Arbitro: | Sancini (Bologna) |

|                                                                   |           |              |
| Facchi 6’ (aut.) Ulivieri 23’, 75’ Pellegrini 50’ De Bernardi 86’ | Marcatori | 33’ Cappotti |

| Arbitro: | Lanzafame (Taranto) |

|           |           |                 |
| Corti 36’ | Marcatori | 23’ De Bernardi |

| Udine 12 febbraio 1978 22ª giornata | Udinese          | 0 – 0 | Trento | Stadio Friuli (8000 spett.)\| Arbitro: \| Altobelli (Roma) \| |
| Arbitro:                            | Altobelli (Roma) |       |        |                                                               |

| Arbitro: | Angelelli (Terni) |

|  |           |                |
|  | Marcatori | 90’ Pellegrini |

| Arbitro: | Vitali (Bologna) |

|                                                                                  |           |            |
| Pellegrini 5’ De Bernardi 12’ Gustinetti 39’ Bonora 54’ (rig.) Ulivieri 73’, 77’ | Marcatori | 14’ Meroni |

| Arbitro: | Patrussi (Arezzo) |

|  |           |              |
|  | Marcatori | 32’ Ulivieri |

| Arbitro: | Savalli (Trapani) |

|                                                                  |           |  |
| De Bernardi 10’, 65’ Fanesi 20’ Ulivieri 23’ Pellegrini 51’, 85’ | Marcatori |  |

| Arbitro: | Longhi (Roma) |

|  |           |              |
|  | Marcatori | 60’ Ulivieri |

| Arbitro: | Panzino (Catanzaro) |

|  |           |                      |
|  | Marcatori | 17’, 80’ De Bernardi |

| Arbitro: | Gazzari (Macerata) |

|                 |           |  |
| 71’ De Bernardi | Marcatori |  |

| Arbitro: | Paradisi (Pesaro) |

|             |           |                       |
| Pozzoli 26’ | Marcatori | 21’ Riva 67’ Ulivieri |

| Arbitro: | Materassi (Firenze) |

|                                      |           |          |
| Ulivieri 20’ Pellegrini 73’ Riva 87’ | Marcatori | 80’ Enzo |

| Arbitro: | Colasanti (Roma) |

|            |           |  |
| Basili 64’ | Marcatori |  |

| Arbitro: | Vallesi (Pisa) |

|                |           |  |
| Pellegrini 33’ | Marcatori |  |

| Arbitro: | Morganti (Ascoli Piceno) |

|                |           |                              |
| Piccinetti 25’ | Marcatori | 27’ Leonarduzzi 74’ Ulivieri |

| Arbitro: | Angelelli (Terni) |

|                                                |           |                  |
| Ulivieri 52’ Bonora 85’ (rig.) De Bernardi 89’ | Marcatori | 83’ (rig.) Dioni |

| Arbitro: | Armienti (Salerno) |

|                              |           |  |
| De Bernardi 15’ Ulivieri 82’ | Marcatori |  |

| Arbitro: | Ballerini (La Spezia) |

|                                          |           |  |
| Lamia Caputo 1’ Guerciotti 22’ Pozzi 81’ | Marcatori |  |

| Udinese 11 giugno 1978 38ª giornata | Udinese      | 0 – 0 | Alessandria | Stadio Friuli (12000 spett.)\| Arbitro: \| Baldi (Roma) \| |
| Arbitro:                            | Baldi (Roma) |       |             |                                                            |

### Coppa Italia Semiprofessionisti

#### Fase eliminatoria a gironi
| Arbitro: | Damiani (Cagliari) |

|                             |           |                         |
| Pellegrini 48’ Giuriati 58’ | Marcatori | 13’ Colusso 81’ Zandegù |

| Arbitro: | Perosino (Asti) |

|  |           |                       |
|  | Marcatori | 81’ (aut.) Calzamatta |

| Arbitro: | Podavini (Brescia) |

|                   |           |                |
| Fanesi 19’ (aut.) | Marcatori | 1’ De Bernardi |

| Arbitro: | Meles (Lecco) |

|                 |           |            |
| De Bernardi 13’ | Marcatori | 47’ Scheda |

#### Fase a eliminazione diretta
| Arbitro: | Falzier (Treviso) |

|                          |           |                   |
| Andreis 6’ Marcolini 48’ | Marcatori | 26’, 52’ Ulivieri |

| Arbitro: | Simini (Torino) |

|                                          |           |                              |
| Bonora 30’ (rig.) Ulivieri 40’ Boito 94’ | Marcatori | 36’ (aut.) Fanesi 47’ Franca |

| Arbitro: | Podavini (Brescia) |

|                       |           |  |
| Boito 4’ Ulivieri 19’ | Marcatori |  |

| Arbitro: | Canesi (Cremona) |

|                     |           |            |
| Canduzzi 72’ (aut.) | Marcatori | 18’ Palese |

| Arbitro: | Magni (Bergamo) |

|          |           |              |
| Sala 68’ | Marcatori | 42’ Michelut |

| Arbitro: | Cerofolini (Arezzo) |

|                          |           |  |
| Leonarduzzi 7’ Boito 64’ | Marcatori |  |

| Arbitro: | Patrussi (Arezzo) |

|                                      |           |                |
| Michelut 45’ Ulivieri 49’ Palese 59’ | Marcatori | 20’ Piccinetti |

| Arbitro: | Giaffreda (Roma) |

|                                        |                      |                                         |
| Vriz 30’ Jacomuzzi 80’                 | Marcatori            |                                         |
| Ferrari Vriz Bacchin Piccinetti Toschi | Tiri di rigore 2 – 3 | Leonarduzzi Soro Boito Ulivieri Paleari |

| Arbitro: | D'Elia (Salerno) |

|  |           |                                   |
|  | Marcatori | 45’ De Bernardi 52’ (rig.) Bonora |

### Coppa Anglo-Italiana

#### Fase eliminatoria
| Arbitro: | Challis |

|                    |           |            |
| Edwards 40’ (rig.) | Marcatori | 13’ Palese |

| Arbitro: | Bune |

|  |           |                 |
|  | Marcatori | 21’ De Bernardi |

| Arbitro: | Barbaresco (Cormons) |

|                                              |           |                    |
| Palese 34’ Bencina 43’ (rig.) Pellegrini 46’ | Marcatori | 35’ (rig.) Higgins |

| Arbitro: | Milan (Treviso) |

|                                                 |           |  |
| Palese 8’ Ulivieri 22’ De Bernardi 48’ Osti 90’ | Marcatori |  |

#### Finale
| Arbitro: | Wohrer |

|                                                 |           |  |
| Ulivieri 1’, 11’ Pellegrini 30’, 54’ Palese 71’ | Marcatori |  |